# Bletia purpurea
Bletia purpurea là một loài thực vật có hoa trong họ Lan. Loài này được (Lam.) DC. mô tả khoa học đầu tiên năm 1840.

## Hình ảnh

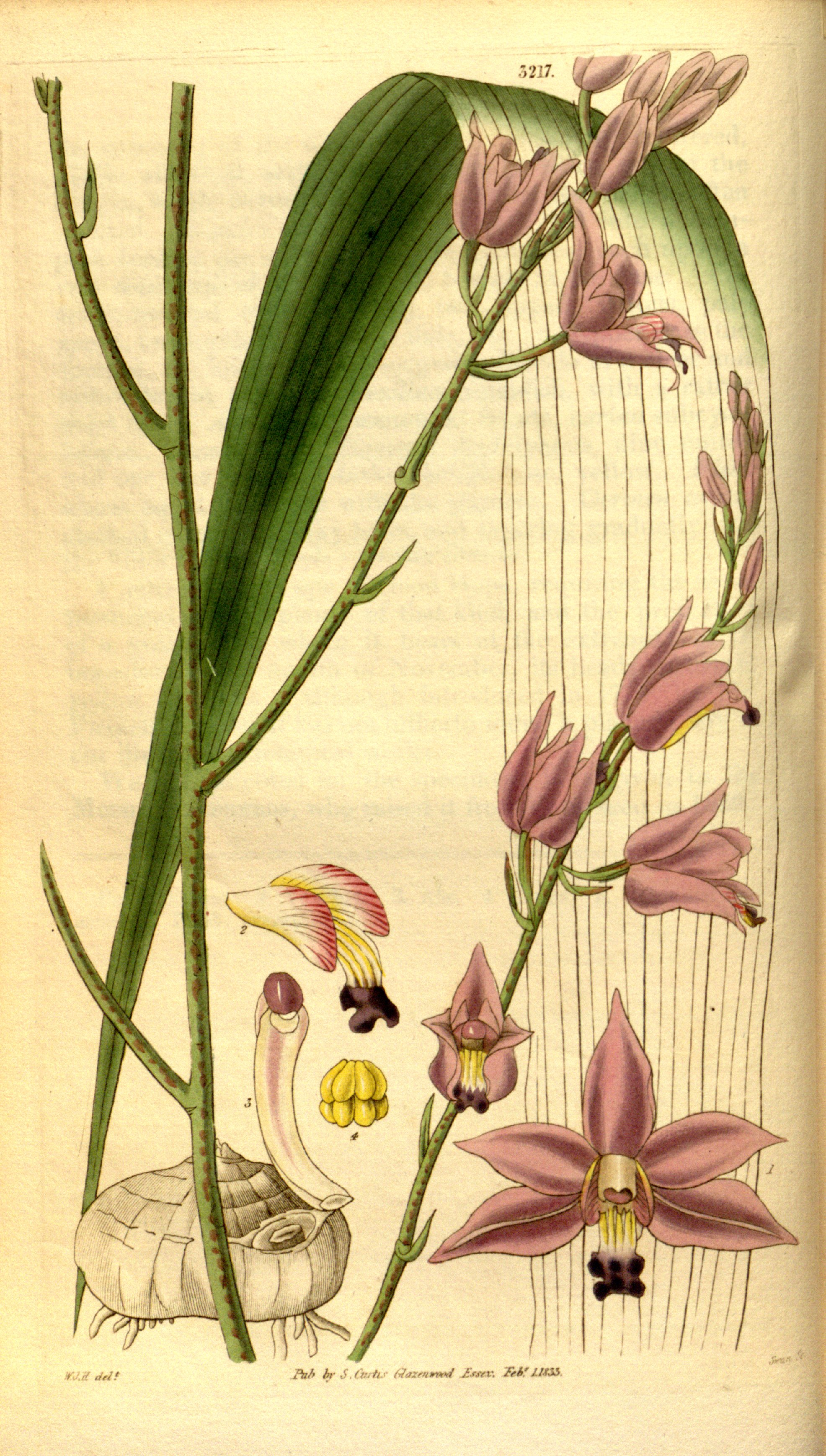
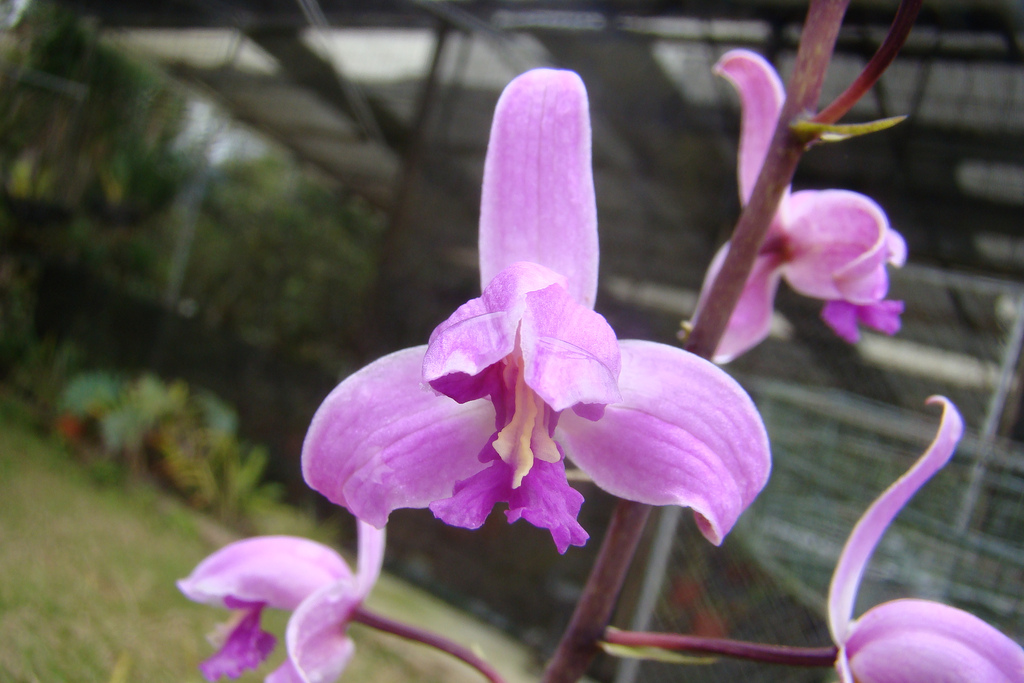
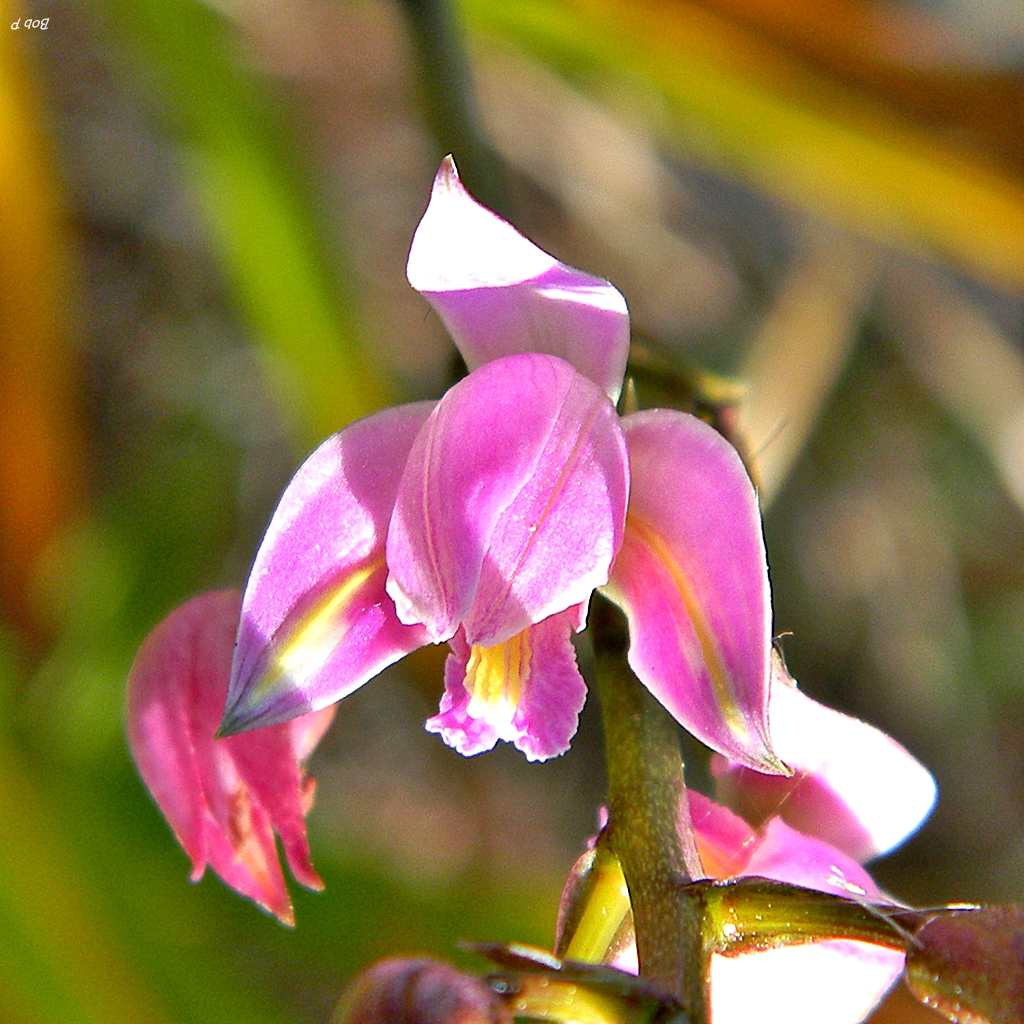